# Demons (série de televisão)
Demons é uma minissérie britânica de 6 episódios de temática sobrenatural. Foi lançada dia 3 de janeiro de 2009 pela produtora ITV. Estreou em Portugal no canal FOX em Outubro de 2009.

## Enredo
O enredo segue as aventuras de um adolescente de Londres, Luke Rutherford (Christian Cooke), o qual descobre ser o último descendente de Van Helsing. Luke está encarregado de eliminar forças das trevas pelo mundo, enquanto tenta viver uma vida normal de exames em sua escola. Seu padrinho, Rupert Galvin (Philip Glenister), ajuda seu afilhado com a assistência de Mina (Zoe Tapper).
A vida de Luke (Christian Cooke), personagem principal, está prestes a mudar radicalmente de rumo com a chegada de Rupert Galvin (Philip Glenister), o melhor amigo do seu falecido pai e um rígido americano que tem a tarefa de desvendar o destino secreto de Luke: ele é o trisneto e último descendente de Abraham Van Helsing. Luke está agora destinado a tomar posse do legado ancestral e lutar contra criaturas sobrenaturais que estão por detrás de todos os mitos e lendas. Mas isto não é tarefa simples, Luke, para além de ter que enfrentar os demónios da noite, tem também de seguir com a sua vida normal de adolescente.

## Elenco
- Christian Cooke... Luke Rutherford
- Philip Glenister... Rupert Galvin
- Holly Grainger... Ruby
- Zoe Tapper... Mina Harker
- Saskia Wickham... Jenny Rutherford
- Mackenzie Crook... Gladiolus Thrip
- Rick English... Gilgamel
- Kevin R. McNally... Mister Tibbs
- Ciarán McMenamin... Quincey
- Laura Aikman... Alice